# Мажитов, Даурен Тауфихулы
Даурен Тауфихулы Мажитов (каз. Дәурен Тауфихұлы Мәжитов; род. 3 марта 1996, Атырау) — казахстанский футболист, защитник клуба «Жетысай».

## Клубная карьера
Футбольную карьеру начал в 2017 году в составе клуба «Атырау». 10 марта 2019 года в матче против кызылординского «Кайсара» забил свой дебютный мяч в казахстанской Премьер-лиге.
В конце 2019 года попал в автокатастрофу, когда возвращался домой на своём автомобиле. По информации СМИ, полученные травмы не позволят игроку продолжить карьеру.
В 2021 году Даурен возобновил карьеру.

## Карьера в сборной
28 марта 2017 года дебютировал за молодёжную сборную Казахстана в матче против молодёжной сборной Люксембурга.

## Достижения
«Атырау»
- Финалист Кубка Казахстана (2): 2018, 2019

## Клубная статистика
| Игровая карьера | Игровая карьера | Игровая карьера | Лига | Лига | Кубок | Кубок | Межд. | Межд. | Др. | Др. |
| --------------- | --------------- | --------------- | ---- | ---- | ----- | ----- | ----- | ----- | --- | --- |
| 2016            | Мактаарал       | Б               | 21   | 2    | 2     | 0     | —     | —     | —   | —   |
| 2017            | Атырау          | А               | 14   | 0    | 2     | 0     | —     | —     | —   | —   |
| 2018            | Атырау          | А               | 2    | 0    | —     | —     | —     | —     | —   | —   |
| 2019            | Атырау          | А               | 18   | 1    | 3     | 0     | —     | —     | —   | —   |